# Глина (Хорватія)
Глина (хорв. Glina) — містечко в центральній Хорватії, адміністративно належить до Сисацько-Мославинської жупанії.

## Географія
Глина розташована на південний захід від Петрині та Сисака, більшою частиною на правому березі однойменної річки.

## Історія
Глина вперше згадується як місто 1 червня 1284 р. У місті постійно перебував хорватський бан Йосип Єлачич, відколи став командиром Військової границі під час турецької загрози, тут покладено на музику текст нинішнього хорватського гімну «Лієпа наша домовіна», а 4 вересня 1737 року засідав хорватський парламент.
У середині XVIII століття граф Іван Драшкович створив масонські ложі у кількох хорватських містах, у тому числі в Глині, офіцери та інші члени яких поділяли ідеї якобінців часів Французької революції, доки імператор Франц II не заборонив їх у 1798 році.
У Другу світову війну Глина увійшла до складу великої жупи Гора маріонеткової держави Хорватія. 3 серпня 1941 р. усташі вбили більш ніж 260 сербів, і більшість із них було вбито в сербській православній церкві в Глині.
У хорватській війні за незалежність 1991-95 рр. місто опинилося в невизнаній Республіці Сербська Країна. Тисячі хорватів втекли з цієї місцевості, а багато з них було вбито. 6 серпня 1995 р. в ході операції «Буря» Глина стала повноцінною частиною незалежної Хорватії

## Демографія
Населення громади за даними перепису 2011 року становило 9283 осіб, 1 з яких назвала рідною українську мову. Населення самого міста становило 4680 осіб..
Чисельність і національний склад муніципалітету Глина:
| рік перепису | всього | хорвати         | серби           |
| ------------ | ------ | --------------- | --------------- |
| 1961         | 27474  | 9152 (33,31 %)  | 18388 (66,93 %) |
| 1971         | 28336  | 10785 (38,06 %) | 16936 (59,77 %) |
| 1981         | 25079  | 8961 (35,73 %)  | 14223 (56,71 %) |
| 1991         | 23040  | 8041 (34,90 %)  | 13975 (60,65 %) |
| 2001         | 9868   | 6712 (68 %)     | 2829 (29 %)     |

Динаміка чисельності населення громади:
Динаміка чисельності населення міста:

## Населені пункти
Крім міста Глина, до громади також входять: 
- Балинаць
- Батурі
- Бієле Воде
- Бишканово
- Бойна
- Боровита
- Брестик
- Брезово Полє
- Брнєуська
- Брубно
- Бузета
- Дабрина
- Десни-Дегой
- Долняки
- Доня Бучиця
- Доня Трстениця
- Донє Яме
- Донє Селище
- Донє Таборище
- Доній Класнич
- Доній Селковаць
- Доній Видушеваць
- Драготина
- Дреноваць Банський
- Дворище
- Горня Бучиця
- Горнє Яме
- Горнє Селище
- Горнє Таборище
- Горній Класнич
- Горній Селковаць
- Горній Видушеваць
- Грачаниця-Шишинецька
- Хаджер
- Хайтич
- Іловачак
- Йошевиця
- Кіхалаць
- Козаперовиця
- Мая
- Майське Поляне
- Майський Тртник
- Мала Солина
- Малий Градаць
- Малий Обляй
- Маринброд
- Мартиновичі
- Момчиловича Коса
- Ново Село-Глинсько
- Прекопа
- Прієка
- Равно Раще
- Ровишка
- Скела
- Слатина-Покупська
- Станковаць
- Сврачиця
- Шашева
- Шаторня
- Шибине
- Трноваць-Глинський
- Тртник-Глинський
- Турчениця
- Велика Солина
- Великий Градаць
- Великий Обляй
- Влахович
- Залой

## Клімат
Середня річна температура становить 10,71 °C, середня максимальна – 25,11 °C, а середня мінімальна – -5,90 °C. Середня річна кількість опадів – 921 мм.
| Клімат міста                                  | Клімат міста | Клімат міста | Клімат міста | Клімат міста | Клімат міста | Клімат міста | Клімат міста | Клімат міста | Клімат міста | Клімат міста | Клімат міста | Клімат міста | Клімат міста |
| Показник                                      | Січ.         | Лют.         | Бер.         | Квіт.        | Трав.        | Черв.        | Лип.         | Серп.        | Вер.         | Жовт.        | Лист.        | Груд.        |              |
| Середній максимум, °C                         | 6,99         | 8,68         | 13,07        | 17,28        | 21,95        | 25,11        | 23,78        | 23,13        | 19,45        | 14,45        | 9,00         | 5,04         |              |
| Середня температура, °C                       | 0,55         | 2,22         | 6,61         | 10,84        | 15,50        | 18,66        | 20,32        | 19,67        | 15,99        | 10,99        | 5,54         | 1,59         |              |
| Середній мінімум, °C                          | −5,9         | −4,22        | 0,17         | 4,38         | 9,04         | 12,21        | 16,87        | 16,20        | 12,53        | 7,52         | 2,09         | −1,88        |              |
| Норма опадів, мм                              | 55           | 53           | 62           | 73           | 79           | 93           | 83           | 89           | 86           | 88           | 91           | 69           |              |
| Середньомісячна швидкість вітру, м/с          | 1.80         | 1.90         | 2.39         | 2.20         | 2.08         | 1.90         | 1.80         | 1.70         | 1.70         | 1.70         | 1.80         | 1.80         |              |
| Середньомісячна сонячна радіація, кДж/м²·день | 4225         | 6933         | 10597        | 15043        | 19277        | 21230        | 22231        | 19368        | 14303        | 8842         | 4675         | 3419         |              |
| --------------------------------------------- | ------------ | ------------ | ------------ | ------------ | ------------ | ------------ | ------------ | ------------ | ------------ | ------------ | ------------ | ------------ | ------------ |
| Джерело:                                      |              |              |              |              |              |              |              |              |              |              |              |              |              |